# Jenny Drivala
Jenny Drivala en griego: Τζένη Δριβάλα (Kalamata, Grecia, 1957) es una cantante soprano griega.
Estudió literatura bizantina en la Universidad de Atenas, ballet clásico (escuela Morianova), actuando en la Escuela Nacional de Teatro, piano (con Aikis Pandzari y G. Arvanitaki) y cantando (con Eirini Lambrinidou y Mireille Flery) en el Conservatorio de Atenas. Completó sus estudios musicales en la Universidad de Bremen con John Modinos (1980).
Debutó en el papel principal de Lucia di lammermoor en la Ópera nacional de Grecia y en el Teatro Petruzzelli en Bari, Italia en 1983. De 1982 a 2007, interpretó papeles protagónicos en aproximadamente veinte óperas: La traviata, Rigoletto y L'Assedio di Corinto en la Ópera Nacional griega, Attila, Anna Bolena, El rapto en el serrallo y Die sieben Todsünden en la Ópera Nacional de Grecia, Die Zauberflöte, La bohème, Pagliacci, Les contes d'Hoffmann, Die Fledermaus, Faust (Festival de Atenas 1994) entre otros.
Desde 2008 trabaja como directora de opera. Ha cantado en el estreno mundial El regreso de Helena de Thanos Mikroutsikos (1993) y 'Antígona de Mikis Theodorakis (1999) en la Sala de Conciertos de Atenas.

## Premios
- Medalla de oro en la competencia internacional de canto de Toulouse (1977)
- Premio al mejor intérprete "Spoleto, Italia
- 1.er premio en el Concurso Internacional Vincenzo Bellini, Italia (1983)
- Premio UNESCO María Callas (2016)[2]
- Premio Traetta (2018)

## Discográfica
- "Canciones que amo" - London 1995 Sommrecords
- "La crucifixión" - Ópera bizantina de Y. Boufides Atenas 1996
- "Navidad 2000" - Atenas 2000
- "Antigone" - Opera de M.Theodorakis
- "Brentano Lieder - Daphne" - por R.Strauss
- "Aria" - Atenas (2006) - Arias por Bellini, Verdi, Meyerbeer, Mozard
- "ΜΟΖΑRT" Mitridate, Re di Ponto "(Aspasia) - Teatro la Fenice (1999), Director: Roderick Brydon"

## Filmografía
"Malina" por Werner Schroeter
"Poussieres d'amour" de Werner Schroeter